# 放火及び失火の罪
放火及び失火の罪（ほうかおよびしっかのつみ）は、日本の刑法第2編第9章、108条から118条に定められる犯罪である。放火行為など、火力その他により、住居などの財産を侵害した場合に成立する。財産犯としての性格と、公共危険犯 (Gemeingefährliches Delikt) の性格をあわせもつ。
本記事では日本における放火についても記述する。

## 内容
この章に規定される罪は以下の通り。
- 108条 ：現住建造物等放火罪
- 109条1項 ：非現住建造物等放火罪
- 109条2項 ：自己所有非現住建造物等放火罪
- 110条1項 ：建造物等以外放火罪
- 110条2項 ：自己所有建造物等以外放火罪
- 111条1項 ：自己所有物への放火による現住建造物または他人所有建造物への延焼罪
- 111条2項 ：自己所有の建造物以外の物への放火による他人所有の建造物以外の物への延焼罪
- 112条 ：現住建造物等放火罪の未遂、他人所有非現住建造物等放火罪の未遂
- 113条 ：現住建造物等放火罪の予備、他人所有非現住建造物等放火罪の予備
- 114条 ：消火妨害罪
- 116条1項 ：現住建造物失火罪、他人所有非現住建造物失火罪
- 116条2項 ：自己所有非現住建造物等失火罪、建造物等以外失火罪
- 117条 ：激発物破裂罪
- 117条2項 ：過失激発物破裂罪
- 117の2条 ：業務上失火等罪
- 118条1項 ：ガス漏出等罪
- 118条2項 ：ガス漏出等致死傷罪

### 主要放火、失火罪比較表
| 条文  | 罪名                         | 客体                                                 | 公共の危険の要否 |
| ----- | ---------------------------- | ---------------------------------------------------- | ---------------- |
| 108   | 現住建造物等放火罪           | 現住建造物等                                         | 不要             |
| 109-1 | 非現住建造物等放火罪         | 他人所有非現住建造物                                 | 不要             |
| 109-2 | 自己所有非現住建造物等放火罪 | 自己所有非現住建造物                                 | 必要             |
| 110-1 | 建造物等以外放火罪           | 建造物以外の他人の物                                 | 必要             |
| 110-2 | 自己所有建造物等以外放火罪   | 建造物以外の自己所有物                               | 必要             |
| 111-1 | 1項延焼罪                    | 自己所有物から、現住建造物、他人所有非現住建造物     | 不要             |
| 111-2 | 2項延焼罪                    | 自己所有の建造物以外の物から他人所有の建造物以外の物 | 不要             |
| 116-1 | 1項失火罪                    | 現住建造物、他人所有非現住建造物                     | 不要             |
| 116-2 | 2項失火罪                    | 自己所有非現住建造物、建造物以外の物                 | 必要             |

## 刑法以外の刑事罰
森林法第202条から第204条にかけて、森林への放火及び失火罪に刑事罰が規定されている。

## 日本における放火
放火は古代の日本より重罪として処されてきた。
日本における火災の原因で最も多いものは放火であり、ここ数年はほぼ毎年のようにトップに挙がっている。平成15年以降おおむね減少傾向が続いており、平成25年中の放火による出火件数は5,093件で、前年（5,370件）に比べ、277件（5.2％）減少しているものの、全火災（4万8,095件）の10.6％を占め、17年連続して出火原因の第1位となっている。これに放火の疑いを加えると8,786件（全火災の18.3％、対前年度比1.1％減）となる。

### 放火対策
- 消防庁では、学識経験者、消防行政関係者などを中心に、平成9、10年度に「防火対象物の放火火災予防対策のあり方検討報告書」、平成14、15年度に「放火対策検討会（中間報告書）」をとりまとめるとともに、必要な対策をその都度講じてきている。また、有識者による検討を踏まえた対応のほか、春秋の全国火災予防運動において重点目標に取り上げ、消防機関のみならず個人、事業所、自治会などによる放火火災の防止に向けた取組みを継続的に行ってきている[2]。
- 消防機関が放火件数の増加原因を調査した結果、自動車やオートバイ等のボディカバーへの放火が大きな要因となっており、消防機関からこれらの防炎化について強い要望があり、平成4年に新たに防炎製品に追加された。ボディカバーのほかにも広告幕、軒出しテント、デザインテントなど放火対策に役立つ様々なものが防炎製品として認定され、炎のマークが目印のラベルが付けられている[3]。
- 暴力団同士の対立抗争の中で、火炎瓶を用いて相手事務所に放火する事件が発生することがある。2013年以降は、暴対法の改正により全国の暴力追放運動推進センターが代理訴訟を起こせるようになっており、原因となる暴力団事務所の使用差し止めを求める仮処分の申し立て等を行うことが可能となっている[4]。